# یواس‌اس کافمن
یواس‌اس کافمن ممکن است به یکی از موارد زیر اشاره داشته باشد:
- یواس‌اس کافمن (اف‌اف‌جی-۵۹)
- یواس‌اس کافمن (دی‌ئی-۱۹۱)